# Saint-Germain-d'Elle
Saint-Germain-d'Elle is een gemeente in het Franse departement Manche (regio Normandië) en telt 198 inwoners (1999). De plaats maakt deel uit van het arrondissement Saint-Lô.

## Geografie
De oppervlakte van Saint-Germain-d'Elle bedraagt 8,8 km², de bevolkingsdichtheid is 22,5 inwoners per km².
De onderstaande kaart toont de ligging van Saint-Germain-d'Elle met de belangrijkste infrastructuur en aangrenzende gemeenten.

## Demografie
Onderstaande figuur toont het verloop van het inwonertal (bron: INSEE-tellingen).
1. ↑  Populations de référence 2022.